# Carneluttia rufofasciata
Carneluttia rufofasciata är en skalbaggsart som beskrevs av Moser 1918. Carneluttia rufofasciata ingår i släktet Carneluttia och familjen Cetoniidae. Inga underarter finns listade.